# Christian Ditlev Reventlow (1775-1851)
 Der er flere personer med dette navn, se Christian Ditlev Reventlow (flertydig).
Christian Ditlev lensgreve Reventlow (28. april 1775 i København – 30. januar 1851 på Pederstrup) var en dansk lensbesidder og søn af statsminister Christian Ditlev Frederik Reventlow.
Den 24. juni 1800 blev han gift med Frederik Christian von Qualens datter, Benedicte von Qualen
Han er begravet i Theophili Skov ved Vesterborg.

## Gengivelser
Der findes et portrætmaleri af Nicolaus Wolff fra 1790. Desuden afbildet på familiemaleri af samme, samme år (begge på Pederstrup). Malerier af C.A. Jensen 1823 og 1836, efter sidstnævnte stik af Peter Ilsted 1930. Maleri af August Schiøtt udstillet 1846 og litograferet 1854. Maleri af Niels Lützen 1854. Maleri af Peter Most.